# Abel Decaux

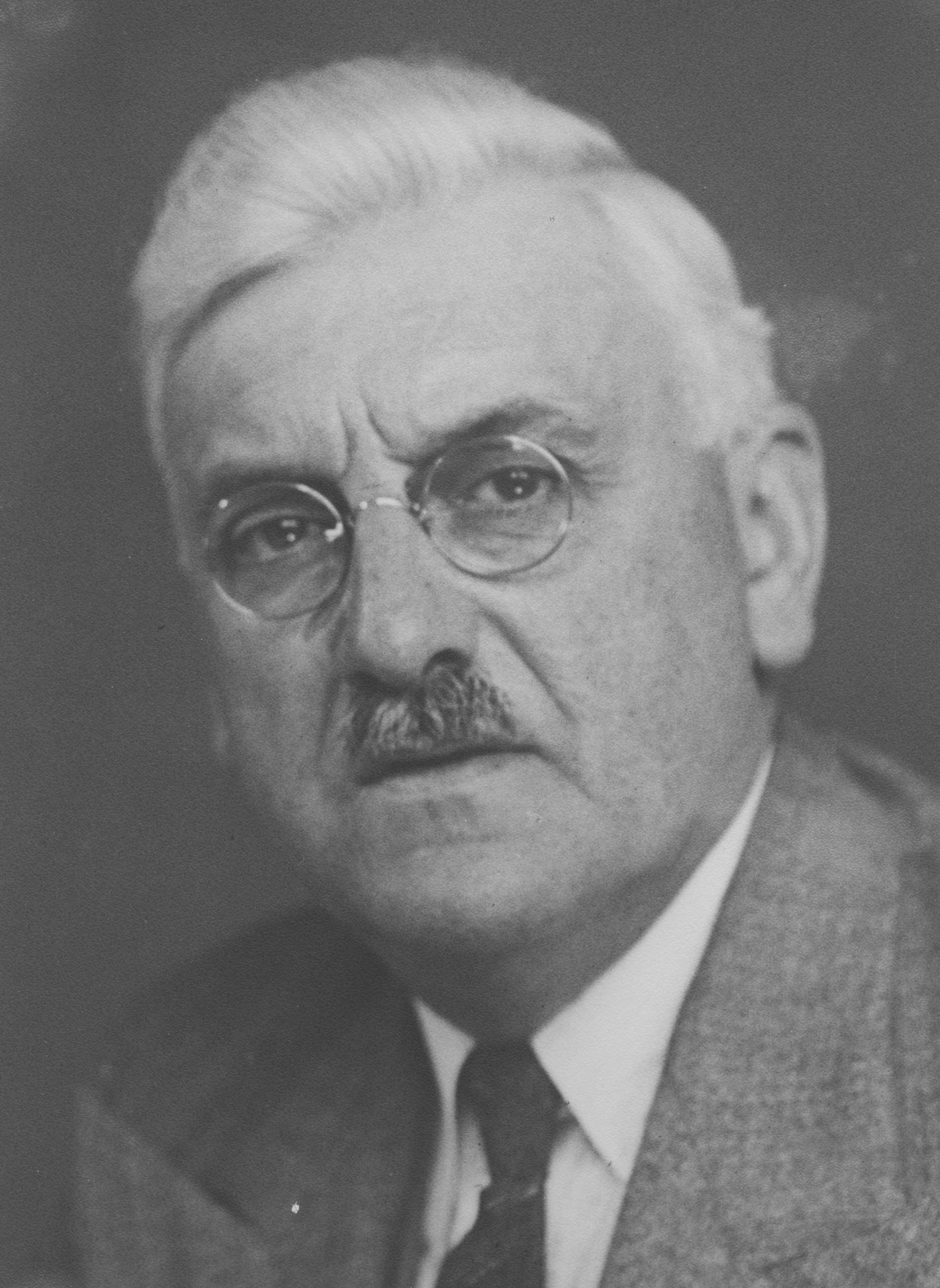
Abel-Marie Decaux

Abel-Marie Decaux (* 11. Februar 1869 in Auffay; † 19. März 1943 in Paris) war ein französischer Organist, Komponist und
Musikpädagoge.

## Leben
Abel Decaux studierte ab 1890 am Pariser Konservatorium Komposition bei Jules Massenet, Harmonielehre bei Théodore Dubois und Albert Lavignac und Orgel bei Charles-Marie Widor und an der Schola Cantorum Orgel bei Alexandre Guilmant.
Er wurde dann Organist an der Pariser Kirche St. Gaervet und Orgellehrer an der Schola Cantorum. Von 1903 bis 1923 war er Organist an der Basilika Sacré-Cœur de Montmartre, wo er 1919 mit Marcel Dupré und Charles-Marie Widor die von Schloss Ibarritz hierher versetzte
Cavaillé-Coll-Orgel einweihte.
Von 1923 bis 1935 unterrichtete Decaux an der Eastman School of Music, nach seiner Rückkehr nach Frankreich war er Lehrer an der Orgelschule „César Franck“. Seine bedeutendste Komposition ist Clairs de Lune (1900), ein vierteiliges Klavierwerk, das schon vor
Schönberg Elemente der atonalen Musik aufweist. Es wurde in jüngerer Zeit (2006) von Marc-André Hamelin auf CD aufgenommen. Seine Fughette sur Ave Maris Stella erschien in der Sammlung Les maîtres contemporains de l’orgue.